# Jagged Little Tapestry
Jagged Little Tapestry es el tercer capítulo de la sexta temporada y el capítulo nº111 de la serie estadounidense Glee. El episodio fue escrito por Brad Falchuk, fue dirigido por Paul McCrane y se emitió el 16 de enero de 2015 por el canal FOX en Estados Unidos.
Kurt Hummel (Chris Colfer) y Rachel Berry (Lea Michele) planean su primera tarea para el nuevo New Directions, por lo cual deciden hacer una semana de mash-ups con temas del álbum de Carole King: Tapestry y de Alanis Morissette: Jagged Little Pill, pero ambos tienen problemas para tratar de comunicar la tarea a los miembros del coro. Santana Lopez (Naya Rivera) decide llevar su relación con Brittany S. Pierce un paso más adelante pidiendo que se case con ella, pero Kurt está en contra. Kurt cree que haber terminado su relación con Blaine Anderson (Darren Criss) fue lo mejor, pero sus sentimientos hacia él aún son fuertes por lo cual esto complica su rol como profesor del coro. Mientras tanto, Quinn Fabray (Dianna Agron) y Tina Cohen-Chang (Jenna Ushkowitz) ayudan a Becky Jackson (Lauren Potter) a impresionar a su nuevo novio, Darrell (Justin Prentice), diciendo que formaba parte del club glee y la entrenadora Shannon Beaste (Dot-Marie Jones) es diagnosticada con disforia de género y comenzará una operación de cambio de sexo con el apoyo de Sam Evans (Chord Overstreet) y Sue Sylvester (Jane Lynch).

## Argumento
Luego de encontrarse con Blaine (Darren Criss) y Dave (Max Adler) en una tienda de discos, Kurt (Chris Colfer) le dice a Rachel (Lea Michele) que deberían hacer que los chicos de New Directions interpreten canciones de "Tapestry" el álbum de Carole King pero Rachel dice que es mejor que hagan el álbum "Jagged Little Pill" de Alanis Morissette por lo cual deciden hacer una tarea que implique mezclar canciones de ambos álbumes pero al momento de presentar la terea semanal tienen problemas para comunicar lo que quieren que los chicos del coro realicen. Quinn (Dianna Agron), Tina (Jenna Ushkowitz), Brittany (Heather Morris), Santana (Naya Rivera) y Puck (Mark Salling) se quedan una semana más en Ohio para ser mentores de los nuevos chicos.
Mientras Quinn y Tina ayudan a Becky (Lauren Potter) con su novio, ya que mintió acerca que ella era la presidenta de cada club existente en McKinley High, Spencer (Marshall Williams) habla con la directora Suy Sylvester (Jane Lynch) sobre el raro comportamiento que la entrenadora Shannon Beaste (Dot-Marie Jones) está teniendo por estos días. Santana le propone matrimonio a Brittany jurándole amor eterno y ella acepta. pero Kurt se opone diciendo que ellas claramente no han aprendido nada sobre la relación que mantuvo con Blaine.
Luego de descubrir de que el novio de Becky, Darrell (Justin Prentice), no tiene síndrome de Down Quinn y Tina van con Sue y con la entrenadora Roz Washington (NeNe Leakes) para saber si él y Becky han tenido relaciones sexuales a lo que Darren responde que aún no llegan a ese punto dentro de su relación. Los sentimientos de Kurt irrumpen la enseñanza que él y Rachel han querido darle a los muchachos por lo cual es suspendido de sus labores como director de New Directions pero luego Jane (Samantha Marie Ware) y Mason (Billy Lewis Jr.) hablan con Rachel rogándole que los sigan tratando como lo hizo Kurt. La entrenadora Beaste, que en un principio le dijo a Sue que tenía cáncer, le confiesa a ella y a Sam (Chord Overstreet) que sufre de disforia de género y que comenzará los procedimientos para transformarse en un hombre.

## Producción
NeNe Leakes regresó a la serie retomando su papel de la campeona olímpica de natación Roz Washington y Justin Prentice aparece interpretando al nuevo novio de Becky Jackson.
«Jagged Little Tapestry» cuenta con cinco versiones de temas musicales, tres de los cuales son popurrís. Alanis Morissette y Carole King «It's Too Late» de Koring es interpretada por Colfer y Criss, «Hand in My Pocket» de Morissete y «I Feel the Earth Move» de King cantada por Rivera y Morris, el popurrí «Will You Love Me Tomorrow» de King y Morissette y «Head over Feet» Lewis Jr y Ware. La canción So Far Away de Carole King es interpretada por Agron y Ushkowitz, el popurrí «You Learn» de Morisette y «You've Got a Friend» es cantada por Michele, Colfer, Agron, Morris, Rivera, Salling, Ushkowitz, Ware, Guthrie, Lewis Jr y Dreyfuss.Para acompañar al episodio el EP Glee: The Music, Jagged Little Tapestry salió a la venta el 15 de febrero de 2015.

## Recepción
El capítulo fue visto por 1.98 millones de personas.